# Бістрец
Бістрец (рум. Bistreț) — село у повіті Долж в Румунії. Адміністративний центр комуни Бістрец.
Село розташоване на відстані 215 км на захід від Бухареста, 54 км на південний захід від Крайови.

## Населення
За даними перепису населення 2002 року у селі проживали 2580 осіб.
Національний склад населення села:
| Національність | Кількість осіб | Відсоток |
| -------------- | -------------- | -------- |
| румуни         | 2226           | 86,3%    |
| цигани         | 354            | 13,7%    |

Рідною мовою назвали:
| Мова      | Кількість осіб | Відсоток |
| --------- | -------------- | -------- |
| румунська | 2299           | 89,1%    |
| циганська | 281            | 10,9%    |